# Arnoldo Jimenez
Arnoldo Jimenez (Texas, 19 de fevereiro de 1982) é um fugitivo norte-americano, que foi incluído na lista dos dez foragidos mais procurados pelo FBI em 8 de maio de 2019. Jimenez é procurado pelo assassinato de sua esposa, Estrella Carrera, horas após o casamento em maio de 2012. Estrella foi encontrada morta dentro de uma banheira em seu apartamento, em Illinois, nos Estados Unidos. Sendo o 522º inserido na lista de maiores foragidos, o FBI oferece uma recompensa de até US$ 100 000 para quem tiver informações sobre o seu paradeiro.